# 원주 흥업성당 대안리공소
원주 흥업성당 대안리공소는 대한민국 강원특별자치도 원주시 흥업면에 있는 대한제국시대의 건축물이다. 2004년 12월 31일 대한민국의 국가등록문화재 제140호로 지정되었다.

## 개요
이 건물은 뮈텔(1854~1933) 주교가 건립한 목조 한옥 성당으로, 한국전쟁 당시에는 인민군 막사로, 전쟁 뒤에는 미군 구호물자 배급처로 사용되었다. 내부 공간은 회중석과 제단으로 구성된 강당, 제의실, 주 출입구의 전실로 구성되어 있으며, 제의실 출입문 앞쪽에 고해를 위한 칸막이가 설치되어 있다. 원주 지역에 유일하게 남아 있는 1900년대 공소로 역사적 가치가 있다.

## 연혁
- 1900년대 초에 지어진 목조 가구식 한옥 성당 건축물로 교회사적 측면에서 가치가 높음.
- 1892년 르 메르 신부 재직 시에 공소를 건립하였다고 하지만 위치를 알 수 없다. 지금의 공소는 1900년에서 1906년 사이에 지어진 것으로 추정되며, 1910년 11월 12일 뮈텔 주교가 축성하였다. 이후에 1950년대에 지붕을 기와로 개조하였다가 하중을 견디지 못하여 다시 초가로 삼았고, 1970년대에 슬레이트로 바꾸었다. (『원동 100년사』, 1999)
- 『원동 100년사』에는 1910년경에 신부방을 만들었다고 씌어있고, 관리자의 증언에 따르면 1950년대에 2칸 증축하였고, 그 중에 마지막 칸을 1970년대에 손보았다고 한다. 이 1950년대와 1970년대는 『원동 100년사』에 등장하는 지붕개수와 개략적으로 일치한다.
- 1950년대에 양대석 신부초가를 기와로 개조하였으나, 지붕하중이 커져 다시 초가로 복원
- 1970년대 슬레이트 지붕으로 개조
- 1986년 3월 벽보수공사와 창호를 알루미늄 창호로 개조하였음.

## 갤러리
- 대안리 공소 전경
- 정면에서 바라본 모습

## 참고 자료
- 원주 흥업성당 대안리공소 - 국가유산청 국가유산포털